# Ixtapa (Chiapas)
Ixtapa é um município do estado do Chiapas, no México. A população do município calculada no censo 2005 era de 21.705 habitantes.